# Newport (Tennessee)
Newport é uma cidade localizada no estado norte-americano de Tennessee, no Condado de Cocke.

## Demografia
Segundo o censo norte-americano de 2000, a sua população era de 7242 habitantes.
Em 2006, foi estimada uma população de 7391, um aumento de 149 (2.1%).

## Geografia
De acordo com o United States Census Bureau tem uma área de
14,0 km², dos quais 14,0 km² cobertos por terra e 0,0 km² cobertos por água. Newport localiza-se a aproximadamente 364 m acima do nível do mar.

## Localidades na vizinhança
O diagrama seguinte representa as localidades num raio de 32 km ao redor de Newport.